# Comuna Krîskî, Korop
Krîskî (în ucraineană Криски) este o comună în raionul Korop, regiunea Cernihiv, Ucraina, formată din satele Ivankiv, Krîskî (reședința) și Velîkîi Lis.

## Demografie
Componența lingvistică a comunei Krîskî
     Ucraineană (99,28%)
     Alte limbi (0,72%)
Conform recensământului din 2001, majoritatea populației comunei Krîskî era vorbitoare de ucraineană (99,28%), existând în minoritate și vorbitori de alte limbi.